# Alberto Botía
Alberto Tomás Botía Rabasco, född 27 januari 1989 i Alquerías, Spanien, är en spansk fotbollsspelare. Botía är en mittback som skolats i Barcelonas akademi. Han slog dock aldrig igenom i a-laget. Under senare år har han huserat i Olympiakos och nu i Al-Wehda.
Den 23 juli 2013 stod det klart att Botía lånas ut säsongen 2013/14 till Elche. Han blir den tredje spelaren från Sevilla som lånas ut dit detta år, de andra två är Miroslav Stevanović och Manu del Moral.